# 日本植生史学会
日本植生史学会（にほんしょくせいしがっかい、Japanese Association of Historical Botany）は、日本の植生史研究の発展と普及のための団体。1986年に発足した植生史研究会を母体に1996年に改称した。

## 活動概要
植生史を中心として関連分野の諸問題を植物学、地質学、地理学、考古学等専門分野の枠を越えて、現生態、古生態、環境変動、人と植物の関係、生物地理等の多角的視点にたった総合的な解明を目指す。